# Северное Израильское царство
Се́верное Изра́ильское ца́рство (ивр. ממלכת ישראל‎) — еврейское государство древности. Возникло, наряду с Иудейским царством, в X веке до н. э. после распада Израильского царства Саула, Давида и Соломона, столицей которого был Иерусалим. Распад произошёл после смерти Соломона, предположительно, около 932—928 годов до н. э. Главенствующую роль в Северном Царстве играло колено Ефремово.
Северное Израильское царство прекратило существование после завоевания ассирийским царём Саргоном II; завоевание датируется 722 годом до н. э.

## История
Столицей Северного Израильского царства стал Сихем, затем Фирца и, наконец, Самария. Согласно Книге Царей, цари Северного Израильского государства отступили от монотеистического служения Единому Богу Израилеву, вначале воздвигнув в городах Вефиль и Дан храмы с золотыми изваяниями тельцов, а затем даже поклонялись божествам финикийского культа. С точки зрения Библии, ни один из них не был «благочестивым царём». В Северном Израильском царстве правящие династии неоднократно менялись в результате государственных переворотов; дольше всего правила династия Ииуя.
В 730-е годы до н. э. царь Северного Израильского царства Факей напал на Иудейское царство, забрал множество пленных, но по убеждению пророка Одеда возвратил им свободу. Факей и Рецин (Ризон), царь сирийский, заключив между собой союз, задумали низложить иудейского царя Ахаза и на престол Давидов возвести некоего сына Тавеилова, но не могли исполнить своего намерения и должны были отступить от Иерусалима. Находясь в стеснённых обстоятельствах, Ахаз обратился к ассирийскому царю Тиглатпаласару III с просьбой помочь ему против врагов. Тиглатпалассар III покорил Дамаск, завоевал несколько северных городов израильского царства — Галаад, Галилею и всю землю Неффалимову, а жителей отвёл в плен в Ассирию (4Цар. 15:29).
В 722 году до н. э. Северное Израильское царство было завоёвано ассирийским царём Саргоном II. Значительная часть населения царства были уведены в ассирийский плен и дальнейшая их судьба неизвестна (подробней см. Десять потерянных колен).